# Annette Klug
Annette Klug (* 24. Januar 1969 in Singen am Hohentwiel) ist eine ehemalige deutsche Fechterin aus der Bundesrepublik Deutschland, die 1988 Olympiasiegerin mit der Florett-Mannschaft wurde.

## Leben
1988 machte Klug ihr Abitur am Matthias-Grünewald-Gymnasium in Tauberbischofsheim. Sie focht für den Fecht-Club Tauberbischofsheim. Das Fechten erlernte sie im Alter von 11 Jahren in Stuttgart beim Polizeisportverein. Ihr damaliger Trainer war Michael Kühner, der ihren Werdegang vom Vereinssport zum Leistungssport unterstützte.

## Erfolge
1986 wurde Klug deutsche Juniorenmeisterin. 1988 belegte sie beim Weltcup-Turnier in Turin den zweiten Platz. In der internen Ausscheidung um einen Platz in der deutschen Olympiamannschaft 1988 setzte sie sich gegen die Mannschaftsweltmeisterin von 1985 Susanne Lang durch. 
Bei den Olympischen Spielen 1988 in Seoul gewannen Anja Fichtel, Sabine Bau und Zita Funkenhauser die drei Medaillen in der Einzelwertung. Im Mannschaftswettbewerb waren diese drei Fechterinnen damit gesetzt, Annette Klug und die fast sieben Jahre ältere Christiane Weber komplettierten die Mannschaft. Fichtel, Bau, Funkenhauser, Klug und Weber setzten sich im Turnierverlauf souverän durch und gewannen schließlich das Finale gegen Italien.
Annette Klug erhielt, wie die anderen deutschen Medaillengewinner, das Silberne Lorbeerblatt.